# Aston Villa Football Club 2019-2020
Questa voce raccoglie le informazioni riguardanti l’Aston Villa Football Club nelle competizioni ufficiali della stagione 2019-2020.

## Maglie e sponsor
Sponsor tecnico Kappa
| Manica sinistra · Manica sinistra · Maglietta · Maglietta · Manica destra · Manica destra · Pantaloncini · Pantaloncini · Calzettoni · Calzettoni | Manica sinistra · Manica sinistra · Maglietta · Maglietta · Manica destra · Manica destra · Pantaloncini · Pantaloncini · Calzettoni · Calzettoni | Manica sinistra · Manica sinistra · Maglietta · Maglietta · Manica destra · Manica destra · Pantaloncini · Pantaloncini · Calzettoni · Calzettoni |

## Rosa 2019-2020
Rosa, numerazione e ruoli, tratti dal sito ufficiale, sono aggiornati al 20 gennaio 2020.
| N. |                        | Ruolo | Calciatore               |
| -- | ---------------------- | ----- | ------------------------ |
| 1  | Inghilterra (bandiera) | P     | Tom Heaton               |
| 3  | Galles (bandiera)      | D     | Neil Taylor              |
| 4  | Inghilterra (bandiera) | C     | Daniel Drinkwater        |
| 5  | Galles (bandiera)      | D     | James Chester (capitano) |
| 6  | Brasile (bandiera)     | C     | Douglas Luiz             |
| 7  | Scozia (bandiera)      | C     | John McGinn              |
| 8  | Inghilterra (bandiera) | C     | Henri Lansbury           |
| 9  | Brasile (bandiera)     | A     | Wesley                   |
| 10 | Inghilterra (bandiera) | C     | Jack Grealish            |
| 11 | Zimbabwe (bandiera)    | C     | Marvelous Nakamba        |
| 12 | Inghilterra (bandiera) | P     | Jed Steer                |
| 14 | Irlanda (bandiera)     | C     | Conor Hourihane          |
| 15 | Inghilterra (bandiera) | D     | Ezri Konsa               |

| N. |                        | Ruolo | Calciatore        |
| -- | ---------------------- | ----- | ----------------- |
| 17 | Egitto (bandiera)      | C     | Trézéguet         |
| 21 | Paesi Bassi (bandiera) | C     | Anwar El Ghazi    |
| 22 | Belgio (bandiera)      | D     | Björn Engels      |
| 23 | Spagna (bandiera)      | C     | Jota              |
| 24 | Francia (bandiera)     | D     | Frédéric Guilbert |
| 25 | Norvegia (bandiera)    | P     | Ørjan Nyland      |
| 27 | Egitto (bandiera)      | C     | Ahmed Elmohamady  |
| 29 | Spagna (bandiera)      | P     | José Manuel Reina |
| 30 | Inghilterra (bandiera) | D     | Kortney Hause     |
| 39 | Inghilterra (bandiera) | A     | Keinan Davis      |
| 40 | Inghilterra (bandiera) | D     | Tyrone Mings      |
| 41 | Inghilterra (bandiera) | C     | Jacob Ramsey      |
| 51 | Inghilterra (bandiera) | A     | Cameron Archer    |